# 5175 Ables
5175 Ables este o planetă minoră (asteroid), cu un diametru de 4,286 km, din centura de asteroizi. A fost descoperită pe 4 noiembrie 1988 la Observatorul Palomar de Carolyn S. Shoemaker. 
Obiectul prezintă o orbită caracterizată de o semiaxă mare de 1,9671506 UAi, o excentricitate de 0,04, o înclinație de 16,8482 ° în raport cu ecliptica.